# Bonrepos
Bonrepos är en kommun i departementet Hautes-Pyrénées i regionen Occitanien i sydvästra Frankrike. Kommunen ligger i kantonen Galan som tillhör arrondissementet Tarbes. År 2022 hade Bonrepos 193 invånare.

## Befolkningsutveckling
Antalet invånare i kommunen Bonrepos
| Referens: INSEE |